# Love You Now
Love You Now is een nummer van de Nederlandse band Miss Montreal uit 2015. Het is de eerste single van hun vijfde studioalbum Don't Wake Me Up.
Het nummer heeft een wat elektronischer geluid dan eerdere nummers van Miss Montreal. Radio 538 verkoos "Love You Now" eind november 2015 tot Alarmschijf. Het nummer haalde een bescheiden 23e positie in de Nederlandse Top 40.